# しゅら-縄の姉妹‐
『しゅら-縄の姉妹‐』（しゅら なわのしまい）は、2023年に公開された日本映画である。伊藤智生ことTOHJIRO監督作品（伊藤名義を含めると第3作）。

## 概要
SMの巨匠として名を馳せたTOHJIROの映画監督復帰第2作。復帰となる前作『劇場版 いたくて、きもちいいこと』で主演を務めた塩見彩を再び主演に起用し、ライフワークとしてきた緊縛と緊縛にまつわる人々を作品メインテーマとする。
TOHJIROは約28年間SM作品を撮り、自ら志望して作品に臨む演者は家庭環境なり境遇なり、ざまざまな理由で闇を抱えることが多いことから「SM・緊縛がないと生きていけない家の話を（映画として）どうしても撮りたかった」としている。
R18+公開作品。
2023年9月にはドイツで行われたオルデンブルグ国際映画祭のミッドナイト・エクスプレス部門にノミネート。

## 登場人物
奥村彩
演 ‐ 塩見彩
奥村家の次女。SMバーの緊縛モデル。縛師と緊縛モデルの両親に生まれ、父のアトリエを守り続け、緊縛世界に惹かれ、のめり込んでいく
奥村花
演 ‐ 神納花
奥村家の長女。実家である築150年ともいわれる古民家を守る。幼少時は縛師の父の実験台にもなっており、それを母に見られたことで両親を失った経験から、緊縛の過去を封印。しかしスイッチが入るとサディスティックさを見せる。
奥村銀造
演 ‐ 佐川銀次
引退した伝説の縛師。12年前に失踪。
奥村雪子
演 ‐里見瑤子
銀蔵の妻。銀蔵と花の親近相姦を知り、うつ病から自殺。
鉄心役
演 ‐ 堂山鉄心
SMバーのオーナー。縛師。
山田悟
演 ‐ 澤地真人
彩の恋人。中古自動車の営業。SMバーで知り合った彩と結婚の約束を行うが失踪する。
ハルキ
演 ‐ 叶芽はるき
彩の親友SMバーで彩と接客と緊縛モデルをやっている
鏑木満
演 ‐ 池島ゆたか（特別出演）
イベントプロデューサー
寿司屋の店員
演 ‐ 木村祐一

## スタッフ
- 監督 - TOHJIRO（伊藤智生）
- プロデューサー - 三上宗之、今大路英憲
- 現場プロデューサー - 旭正嗣
- 撮影 - 森田福男
- 撮影助手 - 森川圭
- 照明 - 小川満
- 照明助手 - 林大樹
- 録音 - 岩淵康
- メイク - 山下夏樹、恵谷祐治
- チーフAD・美術 - 木村祐一
- 緊縛総監督 - 鵺神蓮
- 縛師 - 堂山鉄心
- 音楽 - 今川慎太郎
- パッケージカメラマン - 石田茂章
- 美術補佐 - 川口将広、加藤瑶子
- 助監督 - 太田みぎわ、榎本秀樹、荒井佳基、河合寛之
- 広報 - 佐野克也
- 編集 - 太田みぎわ、TOHJIRO
- 整音 - IMAGICA
- 制作 - 菊池勇樹
- Presented by Ground ZERO